# 调性网络

调性网络（Tonnetz）的一个现代版本。A小调三和弦被标为深蓝色，C大调三和弦被标为深红色。若表示成环面，调性网络包含12个顶点（图论）（音高）和24个三角形（三和弦）。

在律学与和声学中，调性网络，或托内斯（来自于德语“Tonnetz”，“tone-network”的意思）是一种用于表示调性空间的、概念性的音乐格子图，由莱昂哈德·欧拉于1739年提出。调性网络的各种可视化形式可被用于表示欧洲古典音乐的传统和声关系。

## 1900年之前的历史

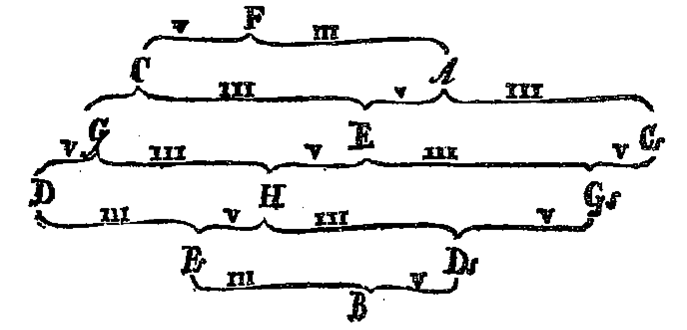
欧拉绘制的调性网络。

“Tonnetz（调性网络）”这个词最早出现于欧拉1739年的著作《新乐理的一个尝试：基于最良好的和声原理来清晰地揭示（Tentamen novae theoriae musicae ex certissismis harmoniae principiis dilucide expositae）》。右图中的欧拉音调网络表现了纯五度和大三度的三元关系：最顶端的音为 F；底下左侧的音为 C（F 以上的纯五度），右侧的音为 A（F 以上的大三度）。此空间于1856年被埃恩斯特·瑙曼再次发现，并在阿瑟·冯·厄廷根1866年的论文中使用。厄廷根与极具影响力的音乐学家胡戈·里曼（Hugo Riemann，勿与数学家黎曼混淆）深入研究了此空间，以图表化各个和弦之间的和声运动与调性之间的转换。其他的关于调性网络的相似理解，在十九世纪末德国不少音乐理论家的著作中也有出现。
厄廷根和里曼不约而同地构想通过纯律定义出图表中的关系。若无限延伸调性网络中的某一行，可得一个循环的纯五度序列：F-C-G-D-A-E-B-F#-C#(Db)-Ab-Eb-Bb-F-C-...。从 F 起始，经过12个纯五度，将得到另一个 F。但是纯律中的纯五度比现今较为常用的十二平均律中的纯五度稍大，即上文中最后得到的 F 与初始的 F 之间不会是整数个八度的关系。因此，用这种向各方向无限延伸的方式构造出的音调网络的各个音都是不重复的。
调性网络之所以会吸引十九世纪的德国理论家的目光，是因为它可以将音调之间的距离与联系表现在空间上。例如，网格中深蓝色的三角形——A小调小三和弦的同主音调大三和弦（A-C#-E）就位于小三和弦下方，两者共用顶点 A 和 E。A小调的关系大调——C 大调（C-E-G）位于相邻的右上方，共用顶点 C 和 E。A小调小三和弦的属音三和弦——E大调大三和弦（E-G#-B）与A小调小三和弦关于顶点 E 中心对称。注意到，调性网络中的两个三角形共用的顶点越多，表示这两个三角形表示的和弦共用的音也越多；这也让调性网络在某种程度上能够可视化声部进行：当相邻两个和弦共用的音较多时，此进行被认为是平滑（smooth）的。这个原理在分析十九世纪末期的作曲家，例如瓦格纳的作品时非常重要，因为瓦格纳在自己的作品中常常会避免运用传统的调性关系。 

## 二十世纪的再诠释

新里曼理论中的环面形式的调性网络。

为了进一步探索音高结构（pitch structures）的性质，新里曼理论学家戴维·勒温和 Brian Hyer 等人最近重新开始使用调性网络进行研究。现代音乐理论家们一般用十二平均律和音高集合构造调性网络。在十二平均律中，上一节提到的无尽的向上五度模进（ascending fifths）变成一个封闭的循环。新里曼理论学家一般假设异名同音等价（即Ab = G#），因此二维平面上的调性网络会在两个不同的方向上循环，其在数学中同构于环面。理论学家们还运用数学中的群论来研究这个新循环形式的结构。

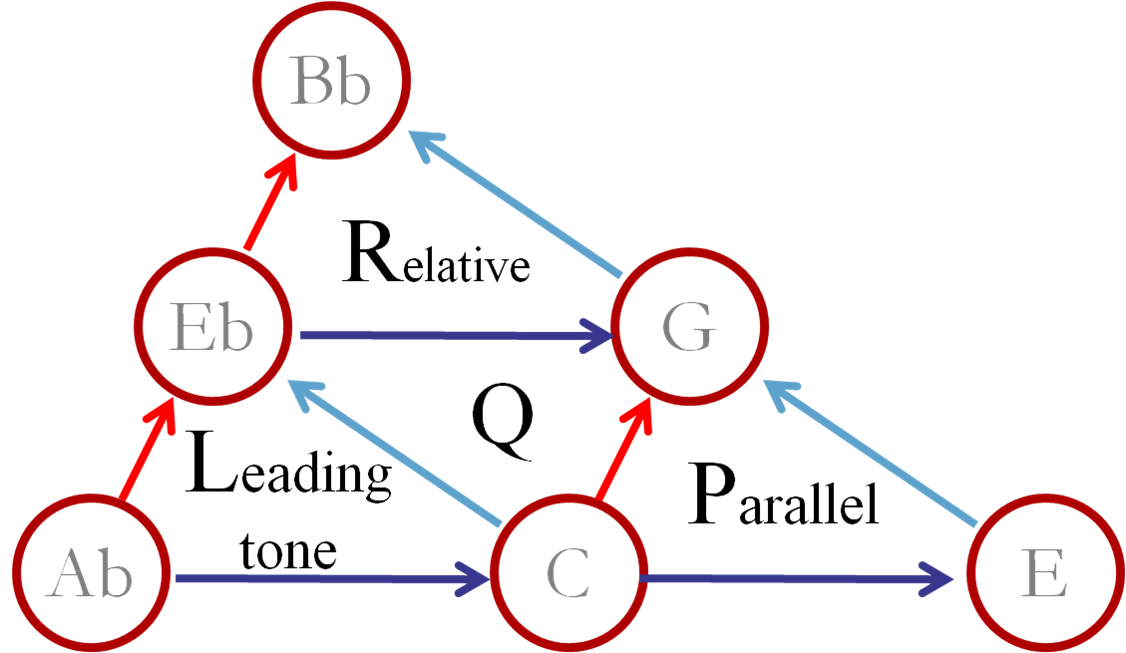
新里曼理论对某一小调和弦Q的 PLR 操作。

新里曼理论学家也用调性网络来可视化各个非调性三和弦（non-tonal triadic）之间的关系。例如，从调性网络的 C 沿着一条边向左上走会依次经过 C-Ab-E-C（E 实际上是 Fb，而最后的 C 实际上是Dbb）；这几个音将一个八度分成了三个大三度。理查德·孔恩认为，一个构筑在这三个音调（C major、Ab major 和 E major）上的三和弦模进是无法用传统功能和声的概念充分地描述出来的，而这个循环却有着平滑的声部进行；这一点与其他重要的性质均可在调性网络上容易地看出。

## 与其他图形系统的相似性
谐振调律下的调性网络可以通过连接同构键盘上连续的纯五度、大三度和小三度而推导出来。与调性网络相似，同构键盘也具有调音不变性（tuning invariant）。
谐振调律下的调性网络的拓扑结构一般为圆柱体。

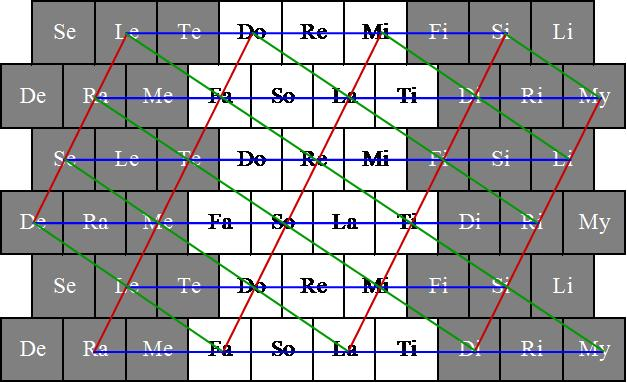
同构键盘上的音调网络。

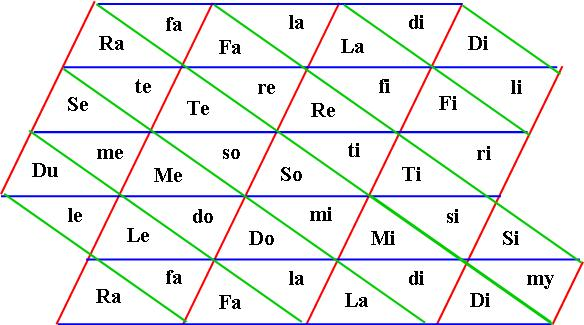
包含和弦的调性网络。大写字母开头的为大调和弦，小写字母开头的为小调和弦。

调性网络为勋伯格“区域图表（chart of the regions）”的对偶图。对音乐认知的研究表明人的大脑运用了“区域图表”来分析处理音调关系。